# Abbaye de Weissenau
L’abbaye de Weissenau (historiquement Minderau, trad. du latin Augia Minor), voisine de l’ancienne ville libre de Ravensbourg en Haute-Souabe, abritait un chapitre canonial impérial de l’ordre des Prémontrés. Elle fut active de 1145 jusqu’à sa sécularisation en 1802-1803.

## Histoire
L’abbaye fut fondée en 1145 par Gébizon de Ravensbourg, ministériel des Guelfes. La congrégation, formée de chanoines de l’abbaye Rot-an-der-Rot, s'y établit sous la protection du bailli Hermann Ier. La première pierre de la collégiale fut posée en 1152 et la consécration de l'édifice intervint en 1163. Cet édifice roman primitif respectait un plan basilical à trois nefs. Avec l'élévation du bailliage en abbaye en 1257, Rodolphe de Habsbourg put en 1283 confier aux pères un reliquaire du Saint Sang, qui fit de l'abbaye un sanctuaire très fréquenté, évoqué d'ailleurs dans le conte de Lohengrin. Elle demeure encore aujourd'hui un lieu de pèlerinage traditionnel consacré à Marie de Magdala.
Les chanoines décidèrent au début du XVIIIe siècle de reconstruire l'abbaye. Le prélat impérial Mauch confia la réalisation des travaux à un architecte de Constance, Franz Beer von Blaichten, qui édifia la nouvelle collégiale, achevée en 1724, dans le style baroque.
Comme l'abbaye de Schussenried, Weissenau échut avec la sécularisation à la maison des comtes de Sternberg-Manderscheid, dont les descendants vendirent en 1835 les fiefs de Schussenried et Weissenau à la maison royale de Wurtemberg pour un million de florins ; mais depuis la médiatisation de 1806, les terres étaient déjà rattachées au royaume de Wurtemberg.
Les bâtiments encore intacts de l'abbaye se trouvent aujourd'hui sur les terrains du centre de séjour de Weissenau dans le faubourg d'Eschach à Ravensbourg. Les terrains de l'ancienne abbaye s'étendaient sur les villages et hameaux d'Eschach : Oberhofen et Unter-Eschach. La paroisse Sainte-Christine, dont l'église se trouvait au château de Ravensbourg (aujourd'hui château fort de Veitsburg), et Bodnegg appartenaient à l'abbaye de Weissenau.

## Reconversion

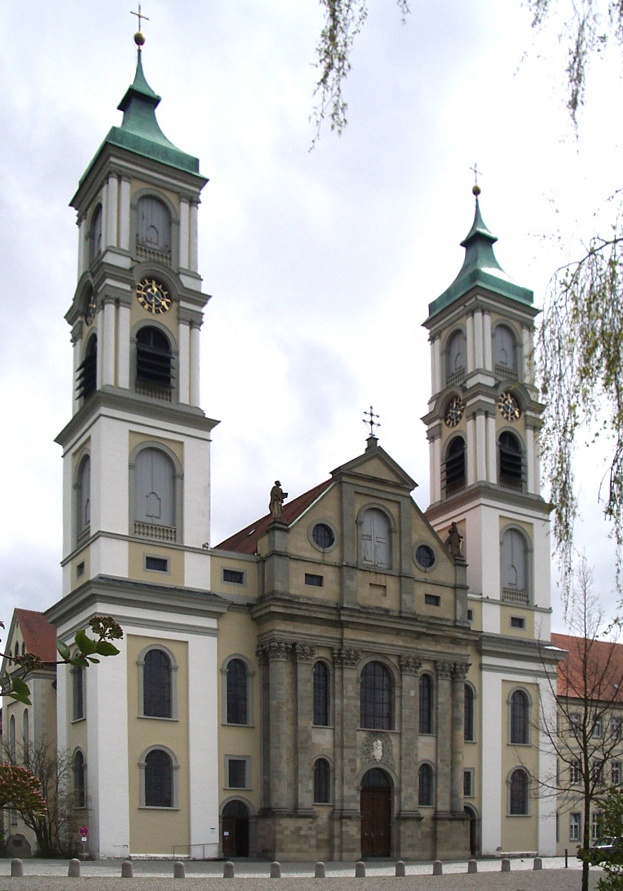
La chapelle Saint-Pierre-et-Paul

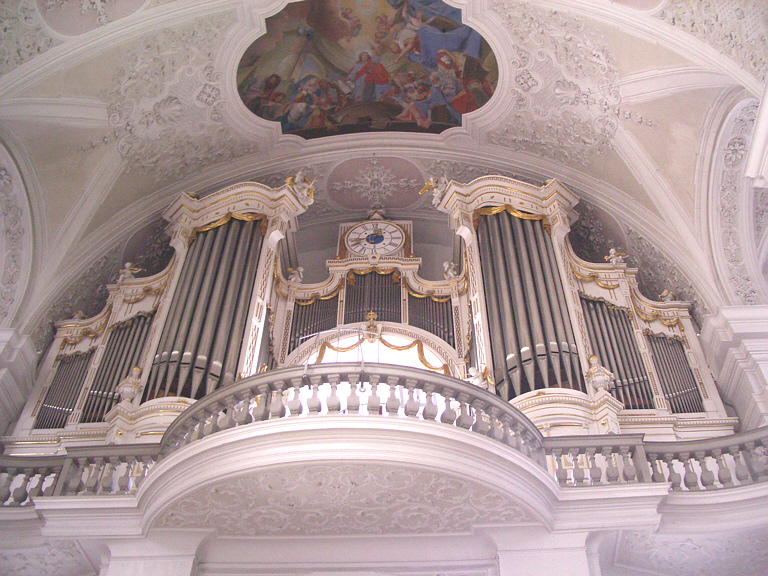
Grandes orgues de la chapelle de Weissenau-bei-Ravensburg

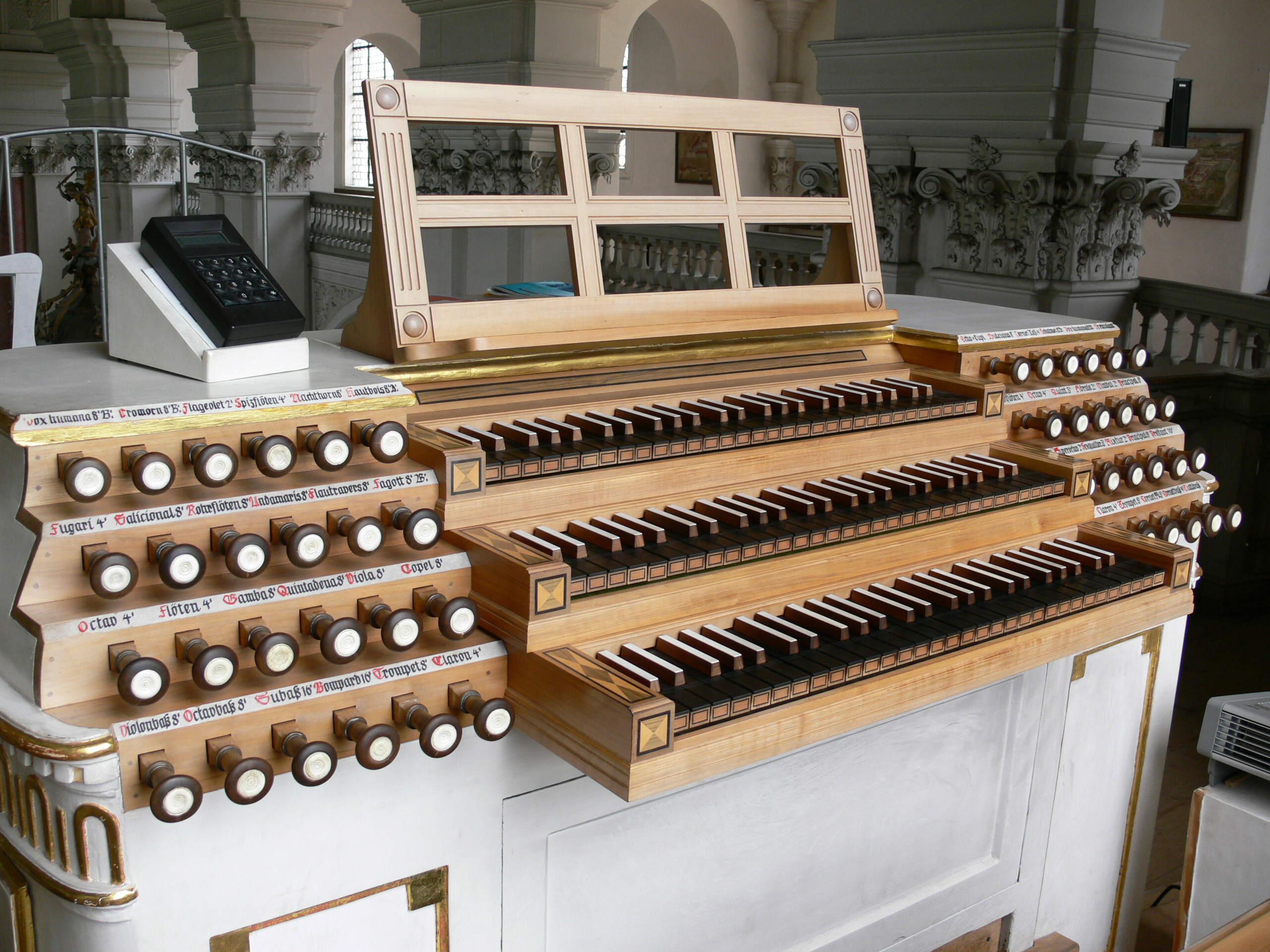
console des grandes orgues de Weißenau.

La collégiale baroque Saint-Pierre-et-Paul sert d'église paroissiale pour les fidèles du culte catholique. Les grandes orgues baroque, œuvre de Johann Nepomuk Holzhey, sert autant pour la liturgie que pour des concerts.
Les bâtiments conventuels, quant à eux, furent dès 1892 convertis en clinique. Puis sous le Troisième Reich, cet établissement public du Wurtemberg servit de maison de repos (Zwischenanstalt) pour les patients et les habitants de Göppingen, Rottenmünster et Winnental. Mais en 1940, dans le cadre du programme Aktion T4, on y transféra par les sinistres  « bus gris » du Gemeinnützige Krankentransport GmbH (« Gekrat » en abrégé) 691 handicapés en vue de leur extermination au Centre d'euthanasie de Grafeneck. On y interna aussi quelques opposants au régime, comme Theodor Roller.
Avec d'autres bâtiments anciens et quelques nouveaux immeubles, l'endroit est désormais affecté au centre psychiatrique régional « Die Weissenau » (Anstalt öffentlichen Rechts unter Gewährsträgerschaft des Lands Baden-Württemberg). Près de Rahlenhof, l'ancienne résidence d'été des abbés de Weissenau, une clinique spécialisée pour les hommes infirmes s'est établie.
La salle de cérémonie des bâtiments conventuels, aux plafonds de stuc richement ouvragés, sert à présent de salle de concert (300 places).
Une blanchisserie-amidonerie déjà implantée au milieu de l'abbaye au XIXe siècle, poursuivait son activité à proximité immédiate des bâtiments jusqu'en 2006. L'usine a déménagé depuis, mais le siège administratif se trouve toujours à Weissenau.

## Voir également